# Thomas Kruse (Fußballspieler)
Thomas Kruse (* 7. September 1959 in Recklinghausen) ist ein ehemaliger deutscher Fußballspieler. Er absolvierte 199 Bundesligaspiele für den FC Schalke 04.

## Karriere als Spieler
Kruse wechselte 1975 von der Jugend des SC Recklinghausen in die Jugend des FC Schalke 04. 1976 wurde er mit seinem Team Deutscher A-Jugend-Meister. 1978 gelang ihm schließlich der Sprung in die Profi-Mannschaft. Sein erstes Bundesligaspiel absolvierte er am 2. September 1978 gegen Borussia Mönchengladbach. Gleich in seiner ersten Saison brachte er es auf 25 Einsätze und wurde zum Stammspieler. Die ersten beiden seiner lediglich drei Bundesligatore erzielte er beim 2:0-Erfolg über Hertha BSC am 3. Spieltag der Saison 1979/80. 1981, 1983 und 1988 stieg er mit Schalke in die 2. Liga ab, 1982 und 1984 gelang der sofortige Wiederaufstieg. Nach dem dritten Abstieg 1988 und der vorherigen Aussortierung durch Trainer Horst Franz verließ Kruse Gelsenkirchen. Er spielte zunächst ein Jahr beim FC Remscheid in der Oberliga Nordrhein und ließ anschließend seine Karriere beim DSC Wanne-Eickel ausklingen. Heute ist Kruse noch in der Traditionsmannschaft des FC Schalke aktiv.
Insgesamt absolvierte Kruse 199 Bundesligaspiele (3 Tore), 63 Zweitligapartien (3 Tore) und sieben Spiele im DFB-Pokal. Er hatte zudem einige Einsätze in Jugend-Auswahlen und der deutschen B-Nationalmannschaft.

## Karriere als Trainer
Nach dem Ende seiner aktiven Karriere machte Kruse zunächst die Trainer-A-Lizenz und führte als Trainer die Vereine Blau Weiß Post Recklinghausen und FC Eintracht Rheine in die Oberliga. In Rheine war er Nachfolger von Ernst Middendorp. Danach trainierte er die Schalker C-Jugend und arbeitete in der Fußballschule von Ingo Anderbrügge. Später übernahm er bis 2008 seinen Heimatverein FC 96 Recklinghausen und stieg mit ihm in die Verbandsliga auf.